# 17008 Anamariaperez
A 17008 Anamariaperez (ideiglenes jelöléssel (17008) 1999 CL65) a Naprendszer kisbolygóövében található aszteroida. A LINEAR projekt keretében fedezték fel 1999. február 12-én.